# Entronque
Entronque är en ort i Mexiko.   Den ligger i kommunen Ascensión och delstaten Chihuahua, i den nordvästra delen av landet, 1 600 km nordväst om huvudstaden Mexico City. Entronque ligger 1 214 meter över havet och antalet invånare är 745.
Terrängen runt Entronque är platt. Runt Entronque är det mycket glesbefolkat, med 2 invånare per kvadratkilometer. Närmaste större samhälle är Guadalupe Victoria, 14,3 km nordväst om Entronque. Omgivningarna runt Entronque är i huvudsak ett öppet busklandskap.